# Tim Allen
Timothy Allen Dick (Denver (Colorado), 13 juni 1953) is een Amerikaanse komiek, acteur en voice-over. Hij is bekend van de televisieseries Home Improvement en Last Man Standing en films als The Santa Clause, Toy Story van Disney en Wild Hogs.

## Biografie

### Jeugd
Tim Allen, zoon van Martha Katherine en Gerald M. Dick, werd geboren in Denver, Colorado. Hij was een van de zes kinderen thuis. Zijn vader kwam te overlijden toen Tim nog maar 11 jaar oud was. Hij kreeg een dodelijk auto-ongeluk, toen hij met een dronken bestuurder meereed. Twee jaar later hertrouwde zijn moeder met William Bones. Ze verhuisde naar Detroit toen Tim 13 jaar was.
Hij heeft gestudeerd aan Seaholm Highschool in Birmingham, Michigan en aan de universiteit in Kalamazoo, Western Michigan University.
Toen hij op de universiteit in Michigan zat, ging het gerucht dat hij cocaïne gebruikte. Dit werd op 2 oktober 1978 bevestigd toen Allen en een vriend gearresteerd werden op het vliegveld van Kalamazoo. Ze werden gepakt met 1,4 pond cocaïne en Tim Allen hing een levenslange gevangenisstraf boven het hoofd, maar hij sloot een deal waardoor hij minder straf zou krijgen. Hij getuigde tegen zijn partner, waardoor hij in plaats van levenslang, 3 tot 7 jaar gevangenisstraf kreeg. Uiteindelijk heeft hij 2 jaar en 4 maanden in de gevangenis gezeten.

### Carrière

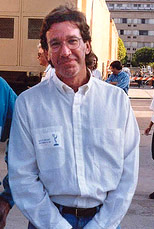
Tim Allen in 1993.

Tim Allen begon zijn loopbaan als stand-upcomedian. Op aangeven van een vriend mocht hij deelnemen aan een 'open-mic night' in een nachtclub in Detroit. Al snel werd hij een graaggeziene act bij de Comedy Store van de stad. Later verhuisde hij naar Los Angeles waar hij lid werd van The Comedy Store. Daar begon hij met stand-ups op late-night talkshows en deed hij specials voor films.
Zijn echte doorbraak kwam toen hij ging spelen in de televisieserie Home Improvement op ABC. Hij vervulde de rol van Tim 'The Tool Man' Taylor. In 1994 speelde hij de hoofdrol in de Disney-film The Santa Clause en schreef hij het bestverkopende boek van Noord-Amerika, namelijk Don't Stand Too Close To A Naked Man. In 1995 deed hij de stem van Buzz Lightyear in de film Toy Story.
Dankzij het grote succes van Home Improvement startte Tim Allen zijn eigen gereedschaplijn, Tim Allen Signature Tools.
Aan het einde van deze serie publiceerde hij het boek I'm Not Really Here, wat gaat over de opvatting van het leven, relaties en de midlifecrisis van de man.
Als kroon op zijn werk heeft Tim Allen een ster gekregen op de Hollywood Walk of Fame bij 6834 Hollywood Boulevard.

### Persoonlijk leven
Tim Allen is getrouwd geweest met Laura Diebel. Ze trouwden op 7 april 1984 en gingen in 2003 uit elkaar. Ze hebben samen een dochter, Katherine, geboren in 1989. Op 7 oktober 2006 hertrouwde hij met de actrice Jane Hajduk, met wie hij al vijf jaar goed bevriend was. 
Op 24 mei 1997 werd Allen opnieuw gearresteerd in Bloomfield Township, Oakland County, Michigan, dit keer voor het rijden onder invloed van alcohol. Op 16 juni bekende hij schuld en kreeg een jaar voorwaardelijk. Daarnaast moest hij in therapie.

## Salaris
- Home Improvement (1991) $1.250.000 per aflevering (Seizoen 1998-1999)
- Toy Story (1995) $50.000
- Toy Story 2 (1999) $5.000.000
- Joe Somebody (2001) $20.000.000

## Werk

### Televisie
- Comedy's Dirtiest Dozen (1988)
- Tim Allen: Men Are Pigs (1991)
- Tim Allen Rewires America (1992)
- These Guys (2003) (Verteller)
- Jimmy Neutron: Win, Lose and Kaboom (2004) De stem

### Reclame
- HP Computer-reclame - De stem van de Kerstman

### Boeken
- Don't Stand Too Close to a Naked Man (1994) - ISBN 0-7868-7988-2
- I'm Not Really Here (1996) - ISBN 0-7868-6257-2